# Base Industrial de Defesa
A Base Industrial de Defesa (BID) é um conjunto de empresas estatais ou privadas que participam de uma ou mais etapas de pesquisa, desenvolvimento, produção, distribuição e manutenção de produtos estratégicos de defesa e possam contribuir para a consecução de objetivos relacionados à segurança ou à defesa do Brasil. O BID faz parte da indústria de defesa brasileira, sendo coordenado pelo Ministério de Defesa.
A BID foi definida no Livro Branco da Defesa Nacional (2012). Algumas legislações importantes para sua criação são a Portaria Normativa n° 63/MD, de 22 de outubro de 2018, Decreto nº 10.030, de 30 de setembro de 2019 e Portaria 899/MD de 19 jul 2005. Nos anos 2010, seus oito principais segmentos eram armas leves, munições e explosivos, armas não letais, armas e munições pesadas, sistemas eletrônicos e sistemas de comando e controle, plataforma terrestre militar, plataforma aeroespacial militar, plataforma naval militar e propulsão nuclear.
Atualmente, a maior parte das empresas pertencentes à BID são da iniciativa privada. De acordo com a Associação Brasileira das Indústrias de Materiais de Defesa e Segurança (Abimde), em 2014 havia 40 empresas exportadoras do setor, que faturaram US$ 4 bilhões.

## Histórico
Algo parecido com a BID surgiu no Brasil em 1762, quando o vice-rei Gomes Freire de Andrade estabeleceu a Casa do Trem de Artilharia no Rio de Janeiro, que mais tarde foi renomeada para Arsenal do Trem, e em 1763, o Arsenal da Marinha do Rio de Janeiro. Apesar da iniciativa, a defesa só ganhou mais relevância com a chegada de Dom João VI no Brasil. Em 1808 foi criada a a Fábrica Real de Pólvora da Lagoa Rodrigo de Freitas, renomeada para Real Fábrica de Pólvora da Estrela e em seguida para Fábrica da Estrela.
Após a independência, a indústria de defesa nacional passou por quatro fases. O ciclo das fábricas militares, que durou da Proclamação da República até 1940, tinha foco em implementar atividades de montagem e manutenção. Com a chegada de Getúlio Vargas no poder, houve a expansão e modernização do parque industrial no país. Algumas das fábricas notáveis são a Fábrica de Realengo, Fábrica do Piquete, Boito, Rossi, Fábrica Nacional de Cartuchos e a Forjas Taurus.
A fase do conhecimento durou até a Ditadura Militar. O Brasil passou a importar mais armamento e aumentar sua cooperação internacional, o que desincentivou a BID. A Segunda Guerra Mundial fez com que houvesse uma escassez de equipamentos militares no país, porém serviu para enfatizar a importância da indústria bélica, e iniciativas de pesquisa e desenvolvimento virou a prioridade das Forças Armadas. Alguns dos centros tecnológicos criados na época são o Centro Tecnológico do Exército, Centro Técnico Aeroespacial e o Instituto de Pesquisas da Marinha.
Também foram criadas instituições de ensino, como o Instituto Tecnológico Aeroespacial, Instituto Militar de Engenharia e a Escola Superior de Guerra. Com a chegada dos militares ao poder, a BID passa pelo seu auge. O governo Castelo Branco se empenhou em criar um complexo industrial de defesa no país. Em 1970, o Brasil se tornou o quinto maior exportador de material de defesa do mundo, com o auge da BID sendo em 1980. Em seguida, houve um declínio que durou até os anos 90. Os três maiores conglomerados criados foram o Engenheiros Especializados S/A, Empresa Brasileira de Aeronáutica e a Avibras Indústria Aeroespacial.
A crise da BID durou até o início dos anos 2000. Alguns estudiosos apontam o fim da Guerra Irã-Iraque como o estopim da crise, pelo fim das compras de armamento bélico de países do Oriente Médio. Porém outros apontam eventos como a globalização, expansão do neoliberalismo, desmonte do estado de bem-estar e o fim da Guerra Fria, que resultou em uma baixa na compra de equipamento bélico. Também é apontado que o governo brasileiro não adotou políticas para que as empresas se sustentassem economicamente.
Nas décadas seguintes, houve uma melhora no quadro da BID, com sinais de expansão das empresas da área e um início de retomada das exportações, principalmente de aeronaves, com destaque ao Super Tucano da Embraer. As principais empresas deste período ainda são as mesmas que se beneficiaram dos projetos governamentais nos anos 80. Outras empresas que se destacaram entre 2000 e 2010 foram a Mectron, Avibrás, Helibras e Emgepron.